# 摩根·麥斯威尼
摩根·麥斯威尼（英語：Morgan McSweeney，1977年-），活躍於英國的愛爾蘭籍政治策略家，自2024年10月起擔任英國首相施紀賢的唐寧街幕僚長。他亦曾擔任工黨的競選總監及智庫的總監。
摩根·麥斯威尼曾經協助工黨贏取多場選舉而為人熟悉，包括在倫敦琳寶區議會贏得過半數議席，並在巴金和杜根咸區擊敗極右翼的英國國家黨。2017年，在郝爾彬黨魁任期期間，他成為的總監，致力於削弱黨內左翼勢力。2020年，他主導施紀賢的工黨黨魁競選活動，並於2024年英國大選中領導工黨的全國競選工作，成功令工黨重返執政。
2024年6月，《新政治家》將摩根·麥斯威尼評為英國最具影響力的進步派人物，形容他為施紀賢「最信任的助手」。2023年10月，《泰晤士報》曾稱：「在英國政壇，沒有任何一位未經選舉產生的人擁有比麥斯威尼更大的權力。」